# Vicente Huidobro

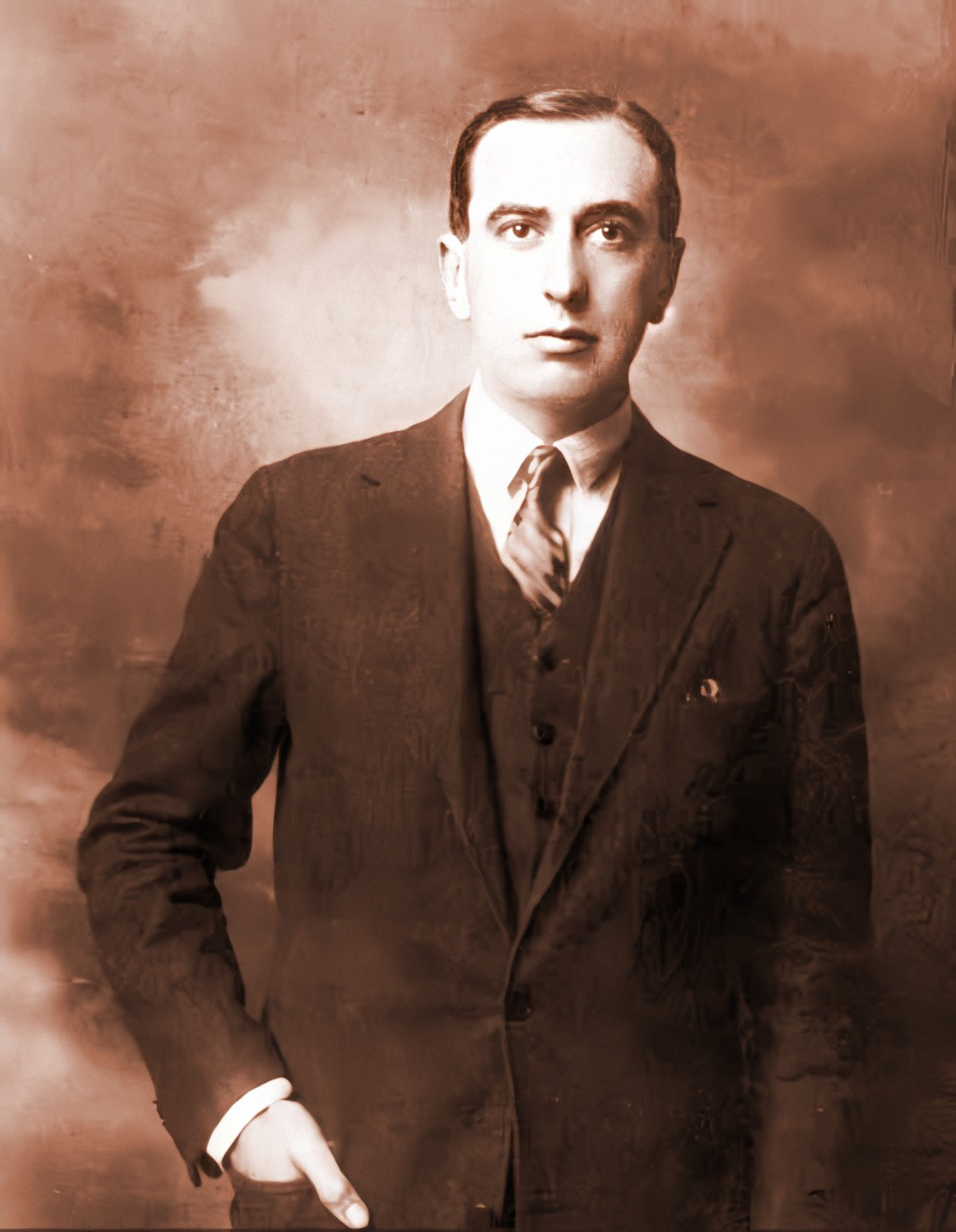
Vicente Huidobro

Vicente García-Huidobro Fernández (Santiago de Chile, 10 januari 1893-Cartagena, 2 januari 1948) was een Chileens dichter, hij volgde de literaire trend Creacionismo.
Zijn familie behoorde tot de hogere klasse. Hij studeerde literatuur aan de Universiteit van Chili.
Hij woonde meerdere jaren in Parijs en Madrid en was een vriend van Apollinaire.

## Werken
- Ecos del alma, 1911
- La gruta del silencio, 1913
- Canciones en la noche, 1913
- Pasando y pasando, 1914
- Las pagodas ocultas, 1914
- Adán, 1916
- El espejo de agua, 1916
- Horizon carré, 1917
- Poemas árticos, 1918
- Ecuatorial, 1918
- Tour Eiffel, 1918
- Hallali, 1918
- Saisons choisies, 1921
- Finis Britannia, 1923
- Automne régulier, 1925
- Tout à coup, 1925
- Manifestes, 1925
- Vientos contrarios, 1926
- Mío Cid Campeador, 1929
- Temblor de cielo, 1931
- Altazor o el viaje en paracaídas, 1931
- Tremblement de ciel, 1932
- Gilles de Raíz, 1932
- La próxima, 1934
- Papá o el diario de Alicia Mir, 1934
- Cagliostro, 1934
- En la luna, 1934
- Tres inmensas novelas, 1935
- Sátiro o el poder de las palabras, 1939
- Ver y palpar, 1941
- El ciudadano del olvido, 1941
- Últimos poemas, 1948

- Bibsys: 90265610
- Biblioteca Nacional de España: XX955145
- Bibliothèque nationale de France: cb11907995j (data)
- Catàleg d'autoritats de noms i títols de Catalunya: 981058520792706706
- CiNii: DA04839875
- Gemeinsame Normdatei: 118775286
- International Standard Name Identifier: 0000 0001 0854 4676
- Library of Congress Control Number: n50046033
- Nationale Bibliotheek van Letland: 000051552
- MusicBrainz: f5658828-7b86-41bd-84c9-02536664fcc7
- Bibliotheek van het Japanse parlement: 001157925
- Nationale Bibliotheek van Tsjechië: jo2002106669
- Nationale bibliotheek van Australië: 35212475
- Nationale Bibliotheek van Israël: 987007309086005171
- Nationale Bibliotheek van Polen: a0000002739442
- Nationale en Universitaire bibliotheek Zagreb: 000214534
- Nederlandse Thesaurus van Auteursnamen: 069971854
- Réseau des bibliothèques de Suisse occidentale: 02-A003389396
- LIBRIS: 62073
- SNAC: w6ft963c
- Système universitaire de documentation: 026927934
- Trove: 867526
- Virtual International Authority File: 12329
- WorldCat: E39PBJqKbQvHFGhYXJKrmY3hHC